# Parafia Podwyższenia Krzyża Świętego i Matki Bożej Uzdrowienia Chorych w Katowicach
Parafia Podwyższenia Krzyża Świętego i Matki Bożej Uzdrowienia Chorych – parafia rzymskokatolicka na Tysiącleciu Dolnym, dzielnicy Katowic. Parafia ta przynależy do dekanatu Katowice-Załęże i obejmuje swoim zasięgiem Tysiąclecie Dolne oraz Centralne. Liczyła ona w 2014 około 17 100 wiernych.

## Historia

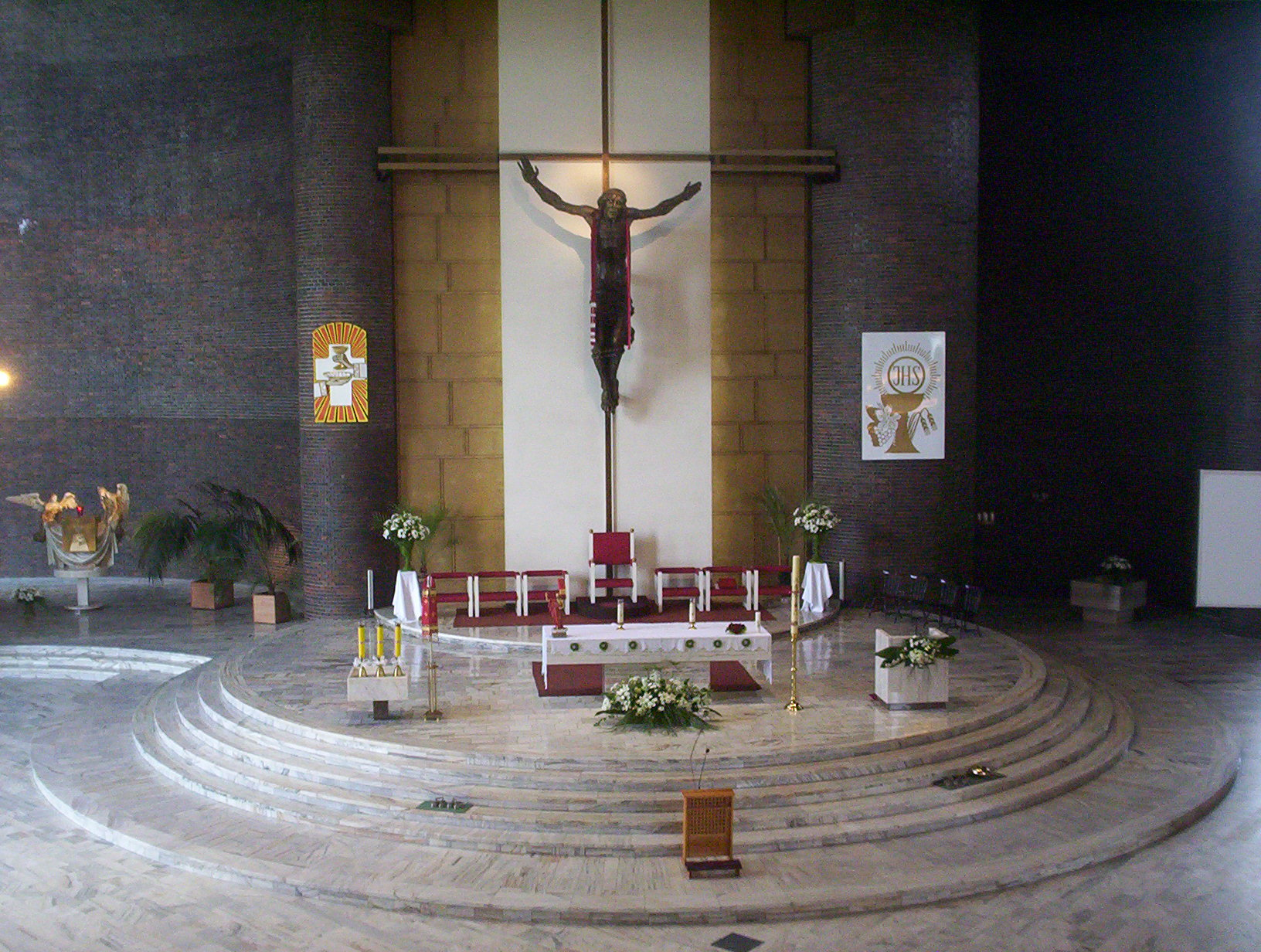
Ołtarz główny

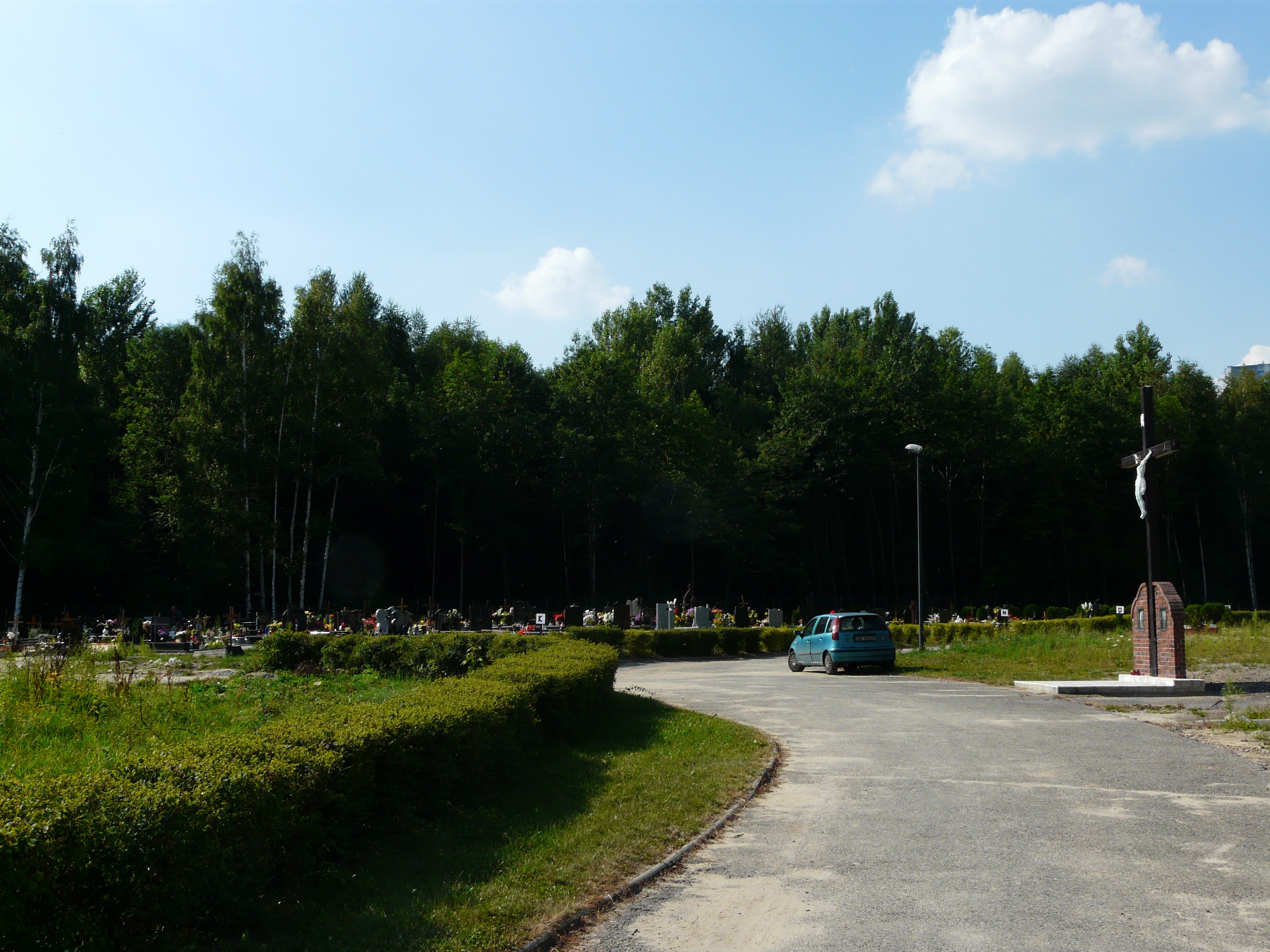
Cmentarz parafialny

Osiedle wzniesione w związku Tysiącleciem Państwa Polskiego miało być miejscem bez kościoła. Katolicy mieszkający w części osiedla Tysiąclecia - zwanej Tysiącleciem Dolnym - uczęszczali do odległego kościoła parafialnego św. Jana i Pawła Męczenników w Dębie.  
Zaś mieszkańcy tzw. Tysiąclecia Górnego, podlegali parafii św. Franciszka w Chorzowie Klimzowcu (tam też odbywały się lekcje religii dla uczniów szkoły podstawowej nr 59, mieszczącej się przy ulicy Bolesława Chrobrego.) 
Starania o wybudowanie kościoła na katowickim Osiedlu Tysiąclecia trwały około 15 lat. W 1976 roku, po wielu zabiegach i staraniach biskupa Herberta Bednorza przy stałym wsparciu ze strony arcybiskupa Karola Wojtyły, wydana została zgoda wojewody katowickiego na projekt kościoła, a 22 maja 1977 roku uzyskano pozwolenie na budowę. Budowniczym kościoła został ksiądz Paweł Furczyk. Autorem projektu kościoła byli architekci – autorzy Osiedla Tysiąclecia: Henryk Buszko i Aleksander Franta.
6 czerwca 1979 roku papież Jan Paweł II poświęcił kamień węgielny, 27 września 1979 oficjalnie rozpoczęto budowę. Kościół powstał głównie dzięki ofiarom pieniężnym i pracy katolików Osiedla Tysiąclecia i Dębu. Jako jeden z nielicznych kościołów w Polsce, świątynia ta posiada rzeźby autorstwa Gustawa Zemły. 13 grudnia 1981 roku biskup Herbert Bednorz poświęcił kościół pw. Matki Bożej Uzdrowienia Chorych. 14 września 1991 roku biskup Damian Zimoń konsekrował kościół główny Podwyższenia Krzyża Świętego. Powstanie tego kościoła było jedną z największych i najtrudniejszych technicznie budowli sakralnych w diecezji katowickiej.